# Mymuesli
Die Mymuesli AG (Eigenschreibweise: mymuesli) ist ein deutsches Unternehmen mit Sitz in Passau, das über das Internet, in eigenen Läden und über Partnerunternehmen kundenindividuell bestellbare Müsli-Mischungen, aber auch klassisch vorkonfektioniertes Müsli vertreibt. Nach eigenen Angaben verwendet das Unternehmen hierbei nur Lebensmittel aus ökologischem Anbau. Das Unternehmen verwendet Mass Customization als erster Anbieter in der Lebensmittelbranche, mittlerweile nutzen etwa 350 Unternehmen dieses Prinzip. Als einer der ersten Online-Händler hat mymuesli begonnen, ein eigenes Netz an stationären Geschäften aufzubauen. Mittlerweile werden bestimmte Läden aber wieder geschlossen.

## Geschichte
Die Mymuesli GmbH wurde am 30. April 2007 von den drei Passauer Studenten Hubertus Bessau, Max Wittrock und Philipp Kraiss ebendort gegründet. Anfangs erfolgte der Vertrieb ausschließlich über das Internet. Im ersten Geschäftsjahr betrug der Umsatz laut eigenen Angaben über eine Million Euro.
Ab September 2007 unterstützten Lukasz Gadowski (Gründer und Vorstand der Spreadshirt AG) und Kolja Hebenstreit das Unternehmen als Investoren und Berater. 2013 kauften die Gründer die Beteiligungen von Gadowski und Hebenstreit zurück.
Im Jahr 2008 erfolgte die Expansion in die Schweiz, wo die Müsli-Mischungen auch in Binningen bei Basel produziert werden, und nach Österreich. Im folgenden Jahr erfolgte die Expansion in die Niederlande. Außerdem wurde in Passau der erste mymuesli-Laden eröffnet. 2011 nahm das Unternehmen die weltweit erste vollautomatische Müsli-Konfektionier-Maschine in Betrieb, die kundenindividuelle Müsli-Mischungen zusammenstellt.

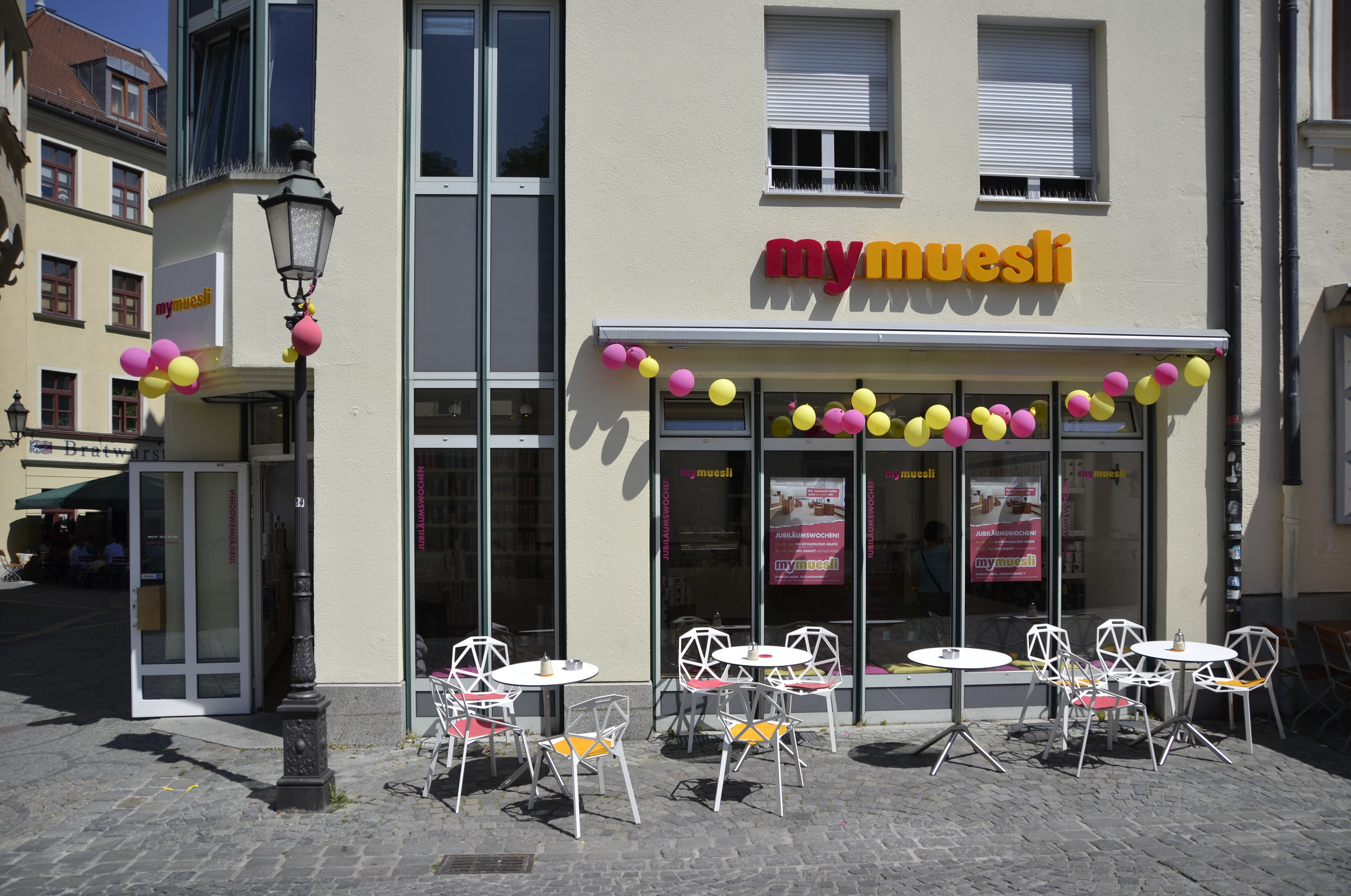
Mymuesli-Laden am Münchner Viktualienmarkt

Im Jahr 2012 eröffneten zwei weitere Mymuesli-Läden am Münchner Viktualienmarkt und in Regensburg. Seit 2012 unterstützt Mymuesli das Berliner Start-Up Knusperreich als strategischer und finanzieller Partner; Stand Juli 2012 hält das Unternehmen 19 % der Anteile von Knusperreich. 2013 wurde mit einem Büro in Berlin der dritte Unternehmensstandort eingerichtet.
Bis 2014 eröffnete Mymuesli insgesamt Läden in 13 Städten. Im Jahr 2014 wurde das Produktportfolio um Müslidrinks auf Joghurtbasis erweitert. 2015 eröffneten 20 neue Läden in Deutschland, Österreich und der Schweiz. Im darauffolgenden Jahr verkauften die Firmengründer ein Drittel ihrer Anteile an den Hamburger Investor Genui.
Stand Februar 2017 betrieb das Unternehmen über 50 eigene Läden in Europa. Die vorgefertigten Müslis sind außerdem in etwa 1500 Supermärkten (Stand 2014) erhältlich, darunter in Märkten von Edeka und Rewe. Mymuesli beschäftigte Anfang 2017 rund 800 Mitarbeiter.
In einem Zeitungsinterview mit Mymuesli-Gründer Wittrock wurden im März 2019 31 Filialen, 655 Mitarbeiter sowie der Vertrieb in rund 1500 Supermärkten angegeben.
2017 betrug der Umsatz 58,0 Mio. Euro (nach 51,9 Mio. Euro im Jahr 2016), bei einem Fehlbetrag von 3,2 Mio. Euro (nach 1,9 Mio. Euro im Jahr 2016). Das Geschäftsjahr 2018 wurde bei einem Umsatz von 59,6 Mio. Euro mit einem Bilanzverlust von 5,0 Mio. Euro abgeschlossen; die Mitarbeiterzahl sank im Vergleich zum Vorjahr von 733 auf 666 Mitarbeiter.
Ende 2019 verließ Geschäftsführer Max Wittrock, einer der drei Gründer, das Unternehmen. 2021 wurde bekannt, dass 20 von insgesamt 23 Läden geschlossen werden. Anfang Juni 2021 wechselte Mymuesli seine Rechtsform von GmbH zu AG. Die Gründer Hubertus Bessau, Philipp Kraiss und der mittlerweile aus der Leitung ausgeschiedene Max Wittrock hielten zu diesem Zeitpunkt zusammen 60 Prozent der Anteile am Unternehmen, den Rest hielt die Beteiligungsgesellschaft Genui.
Im April 2023 stieg Katjes Greenfood, eine Beteiligungsgesellschaft der Katjes-Gruppe (Schwestergesellschaft von Katjes International), mit einem Anteil von rund 10 % bei mymuesli ein. Mitgründer Kraiss wechselte im September 2023 in den Aufsichtsrat. Im Juli 2024 vereinbarte Katjes Greenfood die Erhöhung seines Anteils auf rund 56 %. Die Transaktion, in deren Rahmen Katjes Greenfood den Anteil des Hamburger Investors Genui übernahm, wurde Anfang September 2024 formell abgeschlossen. Die übrigen 44 % der Anteile werden nun von den Mymuesli-Mitgründern Hubertus Bessau und Philipp Kraiss gehalten. Jesko Thron, bisher Geschäftsführer und CMO von Katjes Greenfood, wurde neuer Vorstandsvorsitzender und CEO.

## Weitere Produkte
Das Sortiment von Mymuesli umfasst neben Müslimischungen auch Müslidrinks.
Weitere Marken des Unternehmens sind:
- Oh!Saft: Abo-Service für Saftorangen (eingestellt)[28]
- Green Cup Coffee: Online-Shop für fair gehandelten Kaffee
- Tree of Tea: Online-Shop für Bio-Tee
- Nilk und Super Nilk: pflanzliche Milch-Alternative aus Hafer bzw. Erbsen

## Auszeichnungen
Die Übertragung des „build-to-order“-Prinzips auf die Mischung von Müsli wurde mehrfach ausgezeichnet.
- Gründerpreis der Financial Times Deutschland, enable2start, 2007
- Gründerpreis „Mit Multimedia erfolgreich starten“, Bundeswirtschaftsministerium, 2007
- Young Business Award, Bundesverband des Deutschen Versandhandels, 2008
- Deutscher Gründerpreis in der Kategorie Aufsteiger, 2013[16][29]
- Deutscher Marketing-Preis, 2016[30]